# Aardschijfje
Het aardschijfje (Lucilla scintilla) is een kleine slakkensoort uit de familie van de Helicodiscidae die ondergronds leeft. De wetenschappelijke naam van de soort werd in 1852 voor het eerst geldig gepubliceerd door Richard Thomas Lowe.

## Kenmerken
Het kleine, dextrale slakkenhuisje is bijna schijfvormig; in het zijaanzicht steekt de naad voorbij de voorlaatste bocht uit, maar slechts een klein beetje. Hij is maximaal 2,2 mm breed en 1,1 mm hoog. De 3½ tot 4 windingen groeien langzaam en regelmatig en zijn goed convex aan de omtrek. De naad is relatief diep. De navel is breed en diep; het neemt iets minder dan een derde van de breedte van de behuizing in beslag. De mond is rond en zwaar gedeukt door de vorige windingen. De opening staat onder een hoek met de as van de windingen. De mondrand is eenvoudig, recht en niet verstevigd.
Het huisje is geelbruin, het periostracum (opperhuid) is geelachtig tot groengeel van kleur. De schaal is dun, breekbaar en doorschijnend. Het sculptuur bestaat uit fijne groeilijntjes op onregelmatige afstanden. Hierdoor wordt het oppervlak glanzend. Bij sommige individuen zijn bij hoge vergroting vage spiraalvormige strepen te zien.
De dieren hebben verminderde ogen vanwege hun manier van leven diep in de grond.

### Vergelijkbare soorten
Het volwassen huisje van het aardschijfje is ongeveer 2,2 mm tot 3 mm veel kleiner dan het huisje van Lucilla singleyana. Bij het aardschijfje is de schelp in zijaanzicht zeer vlak kegelvormig, terwijl die van de L. singleyana bijna plat en schijfvormig is. In het zijaanzicht is de draad van L. singleyana nauwelijks zichtbaar, terwijl deze bij het aardschijfje ook heel vlak is, maar duidelijk (meer) zichtbaar. De navel van L. singleyana is iets platter en breder dan de navel van L. scintilla. Het periostracum is geelachtig of geelgroen in het aardschijfje , maar kleurloos in de L. singleyana.

## Geografische spreiding en leefgebied
Het oorspronkelijke verspreidingsgebied is niet met zekerheid bekend. De soort komt in bijna heel Europa voor, meestal zeldzaam en zeer lokaal. De soort is ook wijdverbreid in Noord-Amerika. De soort is pas sinds 1975 betrouwbaar gedocumenteerd op de Britse Eilanden. Het is afwezig in fossiele afzettingen, een indicatie dat de soort werd geïntroduceerd. 
De dieren leven diep in losse grond in wijngaarden, tuinen, gazons, in kassen en langs wegen. Meestal zijn ze alleen te vinden bij het zeven van grote hoeveelheden grond. Zelfs dan zijn levende exemplaren zeer zeldzaam. Vaker worden ze gevonden in vlakke lijnen en alluviale poelen van rivieren en beken.